# Donald Osgood
Donald Osgood (?, 1 juli 1921 – ?, 19 december 1981) was een Brits componist, muziekpedagoog, dirigent en pianist.

## Levensloop
Osgood was al als kleine jong ingebonden bij het Leger des Heils. Samen met Bramwell Coles heeft hij in het "Music Editorial Department" van het Leger des Heils in Londen gewerkt. Hij was vele jaren dirigent van de "Southall Salvation Army Citadel Band". Later werd hij professor voor blaasorkest-instrumentatie aan de Guildhall School of Music in Londen. Als componist schreef hij werken voor koren en vooral brassbands. Verder werkte hij als instructeur voor koor en brassband binnen het Leger des Heils. 

## Composities

### Werken voor brassband
- 1959 Motondo, mars
- A Carol Medley
- Balm in Gilead
- Flying Feathers
- Mountain Camp, mars
- Noel
- Rhapsody On British Sea Shanties
- Round the Clock
- The Buccaneer

### Werken voor koor
- Bound for Canaan's Shore, voor mannenkoor